# Lerik (quận)
Lerik (tiếng Azerbaijan:Lerik) là một quận thuộc Azerbaijan. Dân số thời điểm năm 2012 là 63314 người.